# タヴォリエーレ平野
タヴォリエーレ平野（タヴォリエーレへいや 伊: Tavoliere delle Puglie, タヴォリエーレ・デッレ・プッリェ）はマンフレドニア湾を見下ろすイタリアの平野。平坦地と起伏地が混在し、池や湖沼（低地や海岸線沿い）、隆起や緩やかな丘（主に〈アペニン山脈の足もと〉）が広がる。プーリア州北部に位置し、国内ではポー平原に次いで面積第2位。プーリア台地と呼ばれることもある。
西はダウニア山地Monti_della_Daunia（イタリア語）、北はフォルトーレ渓谷Fortore（イタリア語）、東はガルガーノ山地とアドリア海、南はオファント渓谷Valle_dell'Ofanto（イタリア語）に接し、平野部は先史時代に隆起した海底の地質である。この台地平原の広がりはフォッジャ県とバルレッタ＝アンドリア・トラニ県にわたり、総面積はおよそ3000 km2。
中世後期の「ヴォリエーレ・デッレ・プッリェ」とは、「移牧を目的とし羊が気ままに歩き回る平原」（Regia dogana della mena delle pecore_di_Puglia）の一部である。この放牧地の特徴をとらえた区分名は、実際に納税台帳に記入したことに由来し、国勢調査の集計表の項目にもなった可能性がある。
気候は亜大陸の特徴を示し冬にはチェルヴァーロ川、カラペッレ川（イタリア語）の急流、また大部分はCandelaro カンデラロ川（イタリア語）に流入する他の何本もの水系が凍結し 河川氾濫（イタリア語）の事例がある。しかし夏になると全域は頻繁に熱波に伴う干ばつに見舞われる。

## 歴史
Se il Signore avesse conosciuto questa piana di Puglia, luce dei miei occhi, si sarebbe fermato a vivere qui 
[もし主が私の目のとらえたこのプーリアのありさまを見ておられたなら、ここに住むのをやめておられたであろう。—伝承ではスベビアのフリードリヒ2世 (独眼公)の言葉
ローマ時代の「プーリア」は穀倉地帯として名が通っていたが、中世に河川の手入れが放棄されると農業活動が大幅に停滞し、トラトゥッロ地区（イタリア語）は数世紀にわたってマラリアが蔓延した。人々は家畜の放牧地としてこの土地に出入りはしたがそれも冬に限り、地域住民でトラットゥレッロ（イタリア語）と呼ばれた人たちはむしろ、家畜を入れる牧草地をアペニン山脈のもっと標高の高い土地に求めた。
20世紀に入ると、とりわけ独裁政権時代にとことん開拓された後、平野部は集中的に耕作される。小麦や豆、ビートやトマトなど畑作に加え、オリーブ林とブドウ果樹園を引き継ぎ、上質な油とワインを生産してそのラベルに保護原産地呼称 DOP と DOC（原産地表示規制）認証を誇るまでになった。

## 地理

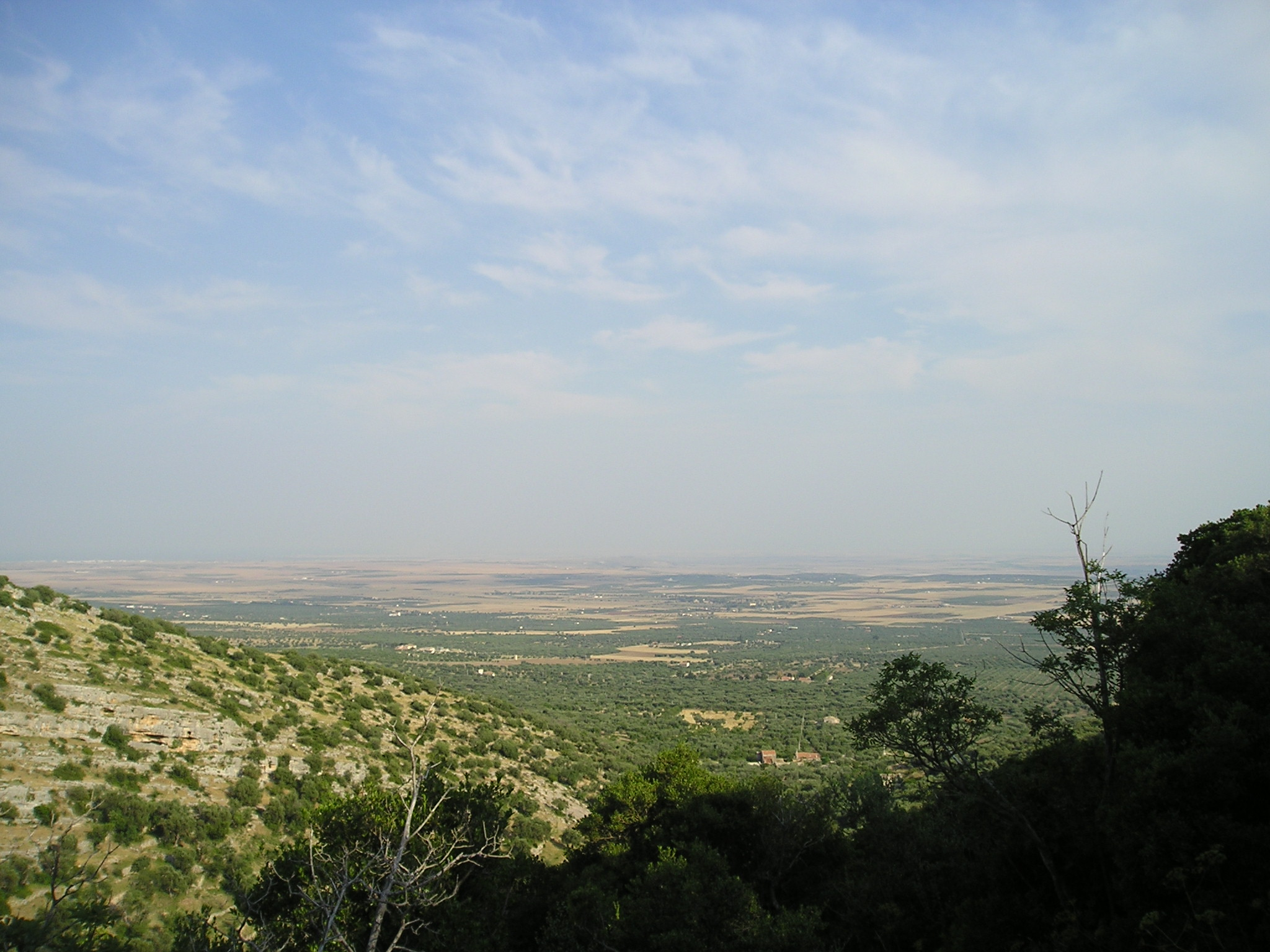
タヴォリエーレ平野の広がり。ルコッペからの眺め（ガルガーノ山地のサンジョヴァンニ・ロトンド近郊）

タヴォリエーレ川沿いにいくつかの湿地があり（サルソ潟湖を含む）、大部分の水脈はチェルヴァーロ川が土砂を運んだ内陸の広大な沖積地につながっていて、スバッペンニーノの山並みに連なるダウニア山地をあおぐ（最高地点のモンテ・カルピニェッリの丘にあるアスコリ・サトリアーノは海抜 506 m。）
タヴォリエーレ平野自体も、上部と下部の2つの異なる地理的領域に分かれる。細分化は2つの地域を特徴付ける地形学および土壌学的な違いに依拠し、希少な森や木立の存在同様、適度な降雨量（年間400–600 mm）など共通する特徴もある。
上（かみ）タヴォリエーレ（海抜150-300 m）はテラス（または時には小高い尾根）と、ダウニア山脈からガルガーノに向かって下降する南西・北東方向の大きな川の谷が交互に現れる。この地域の土壌は水はけが良く、大陸性気候性で夏は暑くても蒸し暑くはなく、冬は散発的に降雪を見る。
他方の下（しも）タヴォリエーレは対照的に傾斜がゆるく平坦またはわずかに起伏があり、標高150 m以下の地域が含まれる。地中海沿岸もしくはそれ以南の気候を示し、夏は暑く冬も寒さはそれほど厳しくない上、雪はめったに降らない。
地理的・地質学的区分とは別に「高地タヴォリエーレ」が平野の北部、「低地タヴォリエーレ」が南部を指すことがあるが、南北を明確に区別する自然の要素はない。

### 自治体一覧

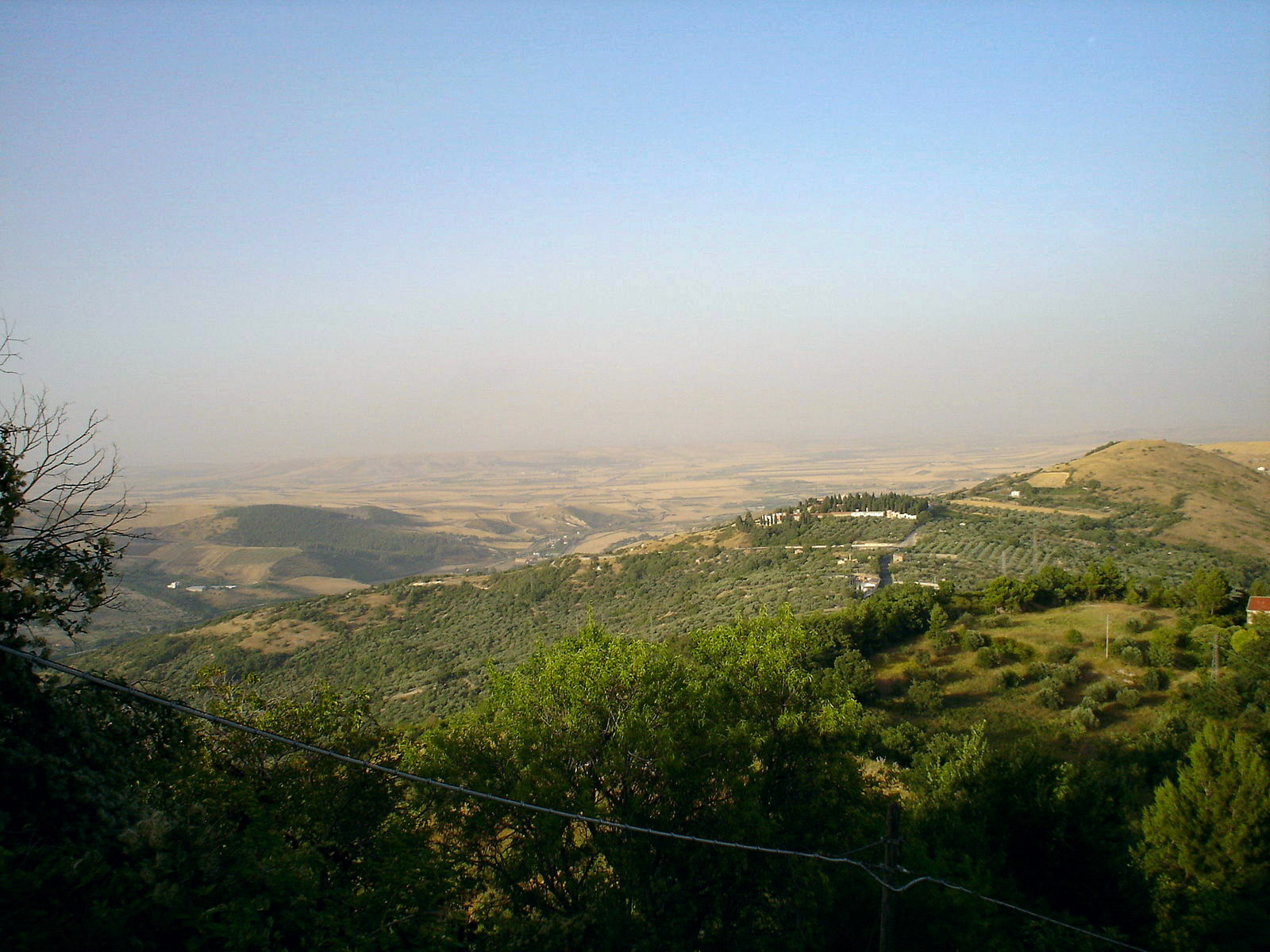
ダウニア山中のボヴィーノ村から眺めたタヴォリエーレ平野

ほとんどすべての自治体はフォッジャ県に属する。例外はマルゲリータ・ディ・サボイア、サンフェルディナンドディプーリア、トリニターポリで、 2000年代に分離してバルレッタ＝アンドリア＝トラニ県に新しくプロヴィンシアとして併合された。
地理形態学的な意味でタヴォリエーレ平野の上のほうに位置する自治体を、北から南へ羅列する。
- サン・パオロ・ディ・チヴィターテ
- トッレマッジョーレ
- ルチェーラ
- トローイア
- カステッルッチョ・デイ・サウリ
- アスコリ・サトリアーノ

タヴォリエーレ平野の（地理形態学的な意味で）下の方にある市町村を西から東へ一覧する。
- マルゲリータ・ディ・サヴォイア

さらにアペニン山脈の自治体にカステルヌオーヴォデッラダウニア、ピエトラモンテコルヴィーノ、アルベローナ、ビッカリ、オルサーラ・ディ・プーリア、ボヴィーノ、デリチェート、カンデーラはいずれもダウニア山地にあり、それぞれの市町村域はタヴォリエーレ平野とその周辺にも至る（たとえばドラゴンアラやカテナッチオなど）。
同様の自治体にはアプリチェーナ、リニャーノ・ガルガーニコ、サン・マルコ・イン・ラーミス、サン・ジョバンニ・ロトンドとマンフレドーニアがあり、それぞれ一部はガルガーノ半島(Gargano)の小領域、例えば集落によっては台地平原の麓にかかる（アメンドラ、フォンテローサ、パッリャ、メッザノーネ、スキアッリなど）。

## 関連資料
- 稲益 祐太「南イタリア・プーリア州における都市と地域の空間史」デザイン工学研究科（編）『法政大学大学院紀要』第7巻、法政大学大学院デザイン工学研究科、2018年3月24日、1-12頁。doi:10.15002/00014819、博士論文（工学）。国立国会図書館限定公開。
- 稲益祐太「都市から田園,そしてテリトーリオの再生 : 南イタリアの「後進性」と「豊かさ」 (特集 イタリアに学ぶ,豊かさ ; 地域の価値づけと活性化)」『都市計画』第69巻第6号（通号347）日本都市計画学会 編、2020年11月、82-85頁。